# Manipel

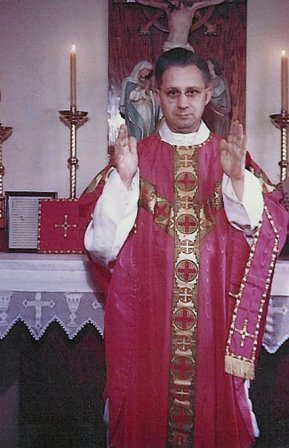
Manipel.

Manipel (ytterst av latin manus, "hand") på svenska handlin, betecknar inom liturgin ett band som vid mässan bärs av den celebrerande prästen runt vänster handlov. 
Manipeln har i stort sett försvunnit ur bruk. Dock förekommer den i Romersk-katolska kyrkan när mässan firas enligt romerska missalet 1962 (större delen av kyrkan firar enligt MR 1969–2002, enligt vilka manipeln inte används) samt hos anglokatoliker.